# Winston-Salem Open 2013
Il Winston–Salem Open 2013, in precedenza conosciuto come Pilot Pen Tennis, è stato un torneo di tennis giocato sul cemento. È stata la 33ª edizione del Pilot Pen Tennis, che fa parte della categoria ATP World Tour 250 series nell'ambito dell'ATP World Tour 2013. Il torneo si è giocato al Wake Forest University di Winston-Salem nella Carolina del Nord, dal 17 al 24 agosto 2013. È stato l'ultimo torneo prima degli US Open 2013.

## Partecipanti ATP

### Teste di serie
| Nazionalità | Giocatore            | Ranking* | Testa di serie |
| ----------- | -------------------- | -------- | -------------- |
| Rep. Ceca   | Tomáš Berdych        | 6        | 1              |
| Italia      | Andreas Seppi        | 21       | 2              |
| Stati Uniti | John Isner           | 22       | 3              |
| Spagna      | Tommy Robredo        | 23       | 4              |
| Francia     | Benoît Paire         | 24       | 5              |
| Stati Uniti | Sam Querrey          | 28       | 6              |
| Spagna      | Fernando Verdasco    | 31       | 7              |
| Argentina   | Juan Mónaco          | 32       | 8              |
| Austria     | Jürgen Melzer        | 33       | 9              |
| Ucraina     | Aleksandr Dolhopolov | 37       | 10             |
| Finlandia   | Jarkko Nieminen      | 39       | 11             |
| Rep. Ceca   | Lukáš Rosol          | 43       | 12             |
| Russia      | Dmitrij Tursunov     | 44       | 13             |
| Slovacchia  | Martin Kližan        | 45       | 14             |
| Francia     | Gaël Monfils         | 49       | 15             |
| Spagna      | Pablo Andújar        | 51       | 16             |

* Ranking al 12 agosto 2013.

### Altri partecipanti
Giocatori che hanno ricevuto una Wild card:
- Tomáš Berdych
- Romain Bogaerts
- Mardy Fish
- Fernando Verdasco

Giocatori passati dalle qualificazioni:

- David Goffin
- Steve Johnson
- Thiemo de Bakker
- Frederik Nielsen

Lucky Loser:
- Denis Kudla
- João Sousa

## Campioni

### Singolare maschile
Jürgen Melzer ha sconfitto in finale  Gaël Monfils per 6–3, 2–1 rit.
- È il quinto titolo in carriera per Melzer, il primo del 2013.

### Doppio maschile
Daniel Nestor /  Leander Paes hanno sconfitto in finale  Treat Conrad Huey /  Dominic Inglot per 7–6(10), 7–5.